# Helmuth Bohm

Helmuth Bohm (1918)

Helmuth Bohm (* 14. Januar 1873 in Nemischhof, Provinz Brandenburg; † 25. April 1933 in Berlin-Wannsee) war ein deutscher Oberstleutnant und Ritter des Ordens Pour le Mérite.

## Leben

### Militärische Laufbahn
Bohm trat im Jahr 1890 in das Infanterie-Regiment Nr. 84 ein und wurde im Jahr 1892 zum Leutnant befördert. Im Jahr 1906 war er als Hauptmann und Adjutant der 32. Infanterie-Brigade kommandiert, um im Jahr 1911 zum Kompaniechef im 6. Thüringischen Infanterie-Regiment Nr. 95 ernannt zu werden. Am 22. April 1914 wurde er unter Beförderung zum Major zu den Offizieren à la suite der Armee versetzt und unter Beibehaltung seiner bisherigen Uniform zum Adjutanten des Präsidenten des Reichsmilitärgerichts ernannt. Gleichzeitig fungierte er als außeretatmäßiges militärisches Mitglied des Reichsmilitärgerichts.

### Bataillonskommandeur im I.R.95
Mit Ausbruch des Ersten Weltkriegs wurde Bohm von diesen Posten entbunden und kehrte daraufhin zu seinem Regiment zurück. Als Bataillonskommandeur im 6. Thüringischen Infanterie-Regiment Nr. 95 nahm er an den Kämpfen an der Ost- und Westfront teil. So unter anderem an der Schlacht an der Aisne und anschließend an den Feldzügen in Süd- und Nordpolen. Während der Narew-Offensive im Sommer 1915 war er mit seinem Bataillon am Erfolg der deutschen Armeen beteiligt. Auch in den Abwehrschlachten der Jahre 1916 und 1917 an der Westfront konnte er militärische Erfolge verzeichnen. Die unter seiner Führung vollbrachten Leistungen seines Bataillons in der Flandernschlacht trugen ihm Ende August 1917 das Ritterkreuz des Königlichen Hausordens von Hohenzollern mit Schwertern ein.

### Kommandeur des R.I.R 32
Mit der am 2. November 1917 erfolgten Ernennung zum Kommandeur des Reserve-Infanterie-Regiment Nr. 32 verließ Bohm seine kampferprobte Einheit. Den Winter 1917/18 nutze er zur Ausbildung des zur 113. Infanterie-Division gehörenden neues Regiments, was sich bei der folgenden Frühjahrsoffensive als nutzbringend erwies. Die Deutsche Frühjahrsoffensive 1918 begann am 21. März 1918. Nach dem Durchbruch bei St. Quentin-La Fere drang seine Einheit als Teil der 18. Armee bis zur Somme vor und öffnete die Flussübergänge im Bereich der 113. Infanterie-Division.
Bei Pargny überschritt Bohm mit seinem Regiment den Fluss, begegnete jedoch beim weiteren Vordringen nach Norden starken Widerstand, wodurch das Vorwärtskommen des bei Licourt kämpfenden rechten Flügels der 6. Division beeinflusst wurde.
Die „Operations-Abteilung“ machte darauf folgende Meldung „Nach dem Major Bohm die Lage der englischen MG-Nester am Ludwigsweg persönlich sorgfältig erkundet hatte, führte er zwei ihm zugeteilte Batterien in flankierender Feuerstellung auf das jenseitige Ufer, schoß sie von dort aus auf die von ihm festgestellten Ziele persönlich ein, begab sich trotz stärksten feindlichen Feuers zu Pferde wieder zu seinen Bataillonen und führte sie zum Sturm. Die Folge seines entschlossenen, umsichtigen Handelns war einmal die Fortnahme des Ludwigs-Riegels und in weiterer Auswirkung der Fall des zäh verteidigten Somme-Übergang von St. Christ“.
Als das Militärkabinett daraufhin beim Armeeoberkommando telegraphisch anfragte und auf gleichem Wege Antwort erbat, ob für Bohm angesichts seiner Leistung bei Licourt ein Antrag auf besondere Ordensauszeichnung zu erwarten sei, wurde die Verleihung des Ordens Pour le Mérite beantragt.

### Kommandeur des Füsilier-Regiments 36
Nach Auflösung und Umstrukturierung des Reserve-Infanterie-Regiment Nr. 32 wurde Bohm am 7. August 1918 zum Kommandeur des Füsilier-Regiment „General-Feldmarschall Graf Blumenthal“ (Magdeburgisches) Nr. 36 ernannt. An dessen Spitze stand er zwei Monate, bis eine schwere Verwundung ihn zwang, die Führung abzugeben.

### Wirken als Adjutant des Präsidenten des Reichsmilitärgerichts
Aufgrund seiner Verwundung wurde Bohm am 4. Oktober 1918 aus dem aktiven Dienst entlassen. Nach gesundheitlichen Wiederherstellung kehrte er am 22. Februar 1919 in seine Friedensstellung als Adjutant des Präsidenten des Reichsmilitärgerichts zurück. Ende Oktober 1919 wurde er dem Reichswehrgruppenkommando 1 zwecks Übernahme einer Reichswehrstelle überwiesen, aber schon zwei Monate später dem Reichsmilitärgericht zurücküberwiesen. Mit dessen Auflösung erhielt er am 30. September 1920 seinen Abschied.
Am 13. Oktober 1920 wurde ihm der Charakter als Oberstleutnant mit der Erlaubnis zum Tragen der Uniform des I.R.95 verliehen.

## Auszeichnungen
Aufgrund seiner Leistungen bei Licourt am 5. Mai 1918 wurde Bohm der Orden Pour le Mérite verliehen. Des Weiteren war er Träger folgender Auszeichnungen:
- Kommandeurskreuz des Herzoglich Sachsen-Ernestinischer Hausordens mit Schwertern[11]
- Eisernes Kreuz II. und I. Klasse
- Roter Adlerorden IV. Klasse
- Herzoglich Sachsen-Ernestinischer Hausorden Ritterkreuz I. Klasse
- Herzog Carl Eduard von Sachsen Coburg und Gotha-Medaille[12] mit Schwertspange
- Reußisches Ehrenkreuz II. Klasse mit Schwertern
- Rudolstadt Ehrenkreuz II. Klasse mit Schwertern
- Österreich-Ungarisches Militärverdienstkreuz III. Klasse mit Kriegsdekoration
- Reußer Kriegsverdienstkreuz (Steckkreuz)
- Reußisches Offizierskreuz I. Klasse mit Schwerter (Steckkreuz)
- Hausorden vom Weißen Falken Ritterkreuz I. Klasse mit Schwertern[13]
- Carl-Eduard-Kriegskreuz (Steckkreuz)
- Verwundetenabzeichen in Silber